# 1431
1431 (MCDXXXI) fue un año común comenzado en lunes del calendario juliano.

## Acontecimientos
- 21 de febrero - Los ingleses inician el juicio de Juana de Arco.
- 3 de marzo - El papa Eugenio IV sucede al papa Martín V como 207.º papa.
- 30 de mayo: Juana de Arco es quemada luego de un juicio fraudulento orquestado por ingleses y borgoñones en Ruan (Francia).
- 1 de julio: tiene lugar la Batalla de la Higueruela, en la que se enfrentan las tropas de Juan II de Castilla y los ejércitos Nazaríes de Granada en las cercanías de la ciudad de Granada. El conflicto bélico se salda con la victoria de las fuerzas armadas castellanas.
- 23 de julio: Comienza el Concilio de Florencia.
- Fundación de la Universidad de Poitiers.
- Comienza el Concilio de Basilea.

## Nacimientos
- 1 de enero - Papa Alejandro VI (muerto en 1503).
- Noviembre/diciembre Vlad Draculea - Príncipe de Valaquia (murió en 1476).
- probable
  - François Villon, poeta francés.

## Fallecimientos
- 30 de mayo - Juana de Arco, heroína francesa, santa católica. (n. 1412). ... 19 años.
- 1 de noviembre - Nuno Álvares Pereira, beato, condestable de Portugal.
- Papa Martín V (nació en 1368)